# 라인 스펙트럴 페어스
라인 스펙트럴 페어스(Line spectral pairs, LSP) 또는 라인 스펙트럴 프리컨시스(line spectral frequencies, LSF)는 채널을 통한 전송을 위한 선형 예측 계수(LPC)를 나타내는 데 사용된다. LSP는 LPC의 직접 양자화보다 우수하게 만드는 몇 가지 특성(예: 양자화 잡음에 대한 더 작은 감도)을 가지고 있다. 이러한 이유로 LSP는 음성 부호화에 매우 유용하다.
LSP 표현은 1975년 NTT(일본전신전화)의 이타쿠라 후미타다에 의해 개발되었다. 1975년부터 1981년까지 그는 LSP 방법을 기반으로 음성 분석 및 합성의 문제를 연구했다. 1980년에 그의 팀은 LSP 기반 음성 합성기 칩을 개발했다. LSP는 음성 합성 및 코딩을 위한 중요한 기술로, 1990년대에는 거의 모든 국제 음성 코딩 표준에서 필수 구성 요소로 채택되어 전 세계적으로 모바일 채널과 인터넷을 통한 디지털 음성 통신 향상에 기여했다. LSP는 1985년 비슈누 S. 아탈(Bishnu S. Atal)과 만프레드 R. 슈뢰더(Manfred R. Schroeder)가 개발한 CELP(코드 여기 선형 예측) 알고리즘에 사용된다.